# Th.Langs Skoler
Th. Langs Skoler eller Theodora Langs Skoler er navnet på et skoleimperium på Skoletorvet i Silkeborg.
Theodora Lang oprettede sin skole d. 23. november 1882. Ved skolens oprettelse var midlerne så små, at eleverne selv måtte medbringe stole fra hjemmet til brug i skolen.
Th. Lang erhvervede sig en af byens sidste nybyggergrunde, som var oprettet ved kongeligt dekret ved handelspladsen Silkeborgs oprettelse. De ældste af skolens bygninger er tegnet af arkitekten Anton Rosen og opført 1886.
I de kommende år gik udviklingen særdeles hurtigt. Da Th. Langs Skoler var på deres største, indeholdt skoleimperiet børneskole, gymnasieskole, lærerseminarium, HF-kursus, drenge- og pigekostskole. I begyndelsen tillige et forskoleseminarium. Alt sammen centreret omkring Skoletorvet og Hostrupsgade i Silkeborg. I 1977 udflyttedes Th. Langs Gymnasium og blev til Silkeborg Amtsgymnasium, kort efter indstilledes driften af den sidste kostskole, – pigekostskolen, i 1986 blev Th. Langs Seminarium nedlagt. Tilbage er børneskolen samt Th. Langs HF & VUC. Disse to institutioner gik på institutionens 125-års fødselsdag i 2007 i optog gennem Silkeborg midtby medbringende stole – til minde om oprettelsen af en lille, fattig skole.